# Дель Рей Букс
Дель Рей Букс (англ. Del Rey Books) — дочірня компанія видавництва Ballantine Books, що належить компанії Random House. Окремо позначається з 1977 року, коли вперше на книгах, що належать перу Лестера дель Рея і його дружини, Джуді-Лінн дель Рей, з'явилася позначка видавництва Del Rey Books. Спеціалізується на публікації книг за тематикою: наукова фантастика, фентезі, а також манґа (імпринт Del Rey Manga). Також компанія публікувала друкований варіант новел історій із саги «Зоряні війни» (імпринт LucasBooks).

## Серії
- Перша книга, видана видавництвом «Меч Шаннари» (англ. «The Sword of Shannara»), автор Терренс Дін Брукс, (1977).
- Del Rey активно новелізувала науково-фантастичний серіал «Вавилон-5».
- Del Rey новелізувала серіал «Robotech», випустивши з 1987 року близько 20 книг цієї серії.
- Del Rey є публікатором серії книг для дорослих Star Wars, в той час як Scholastic Press видає книги серії Star Wars для підлітків.
- Del Rey новелізувала відеогру Halo.
  - Halo: The Fall of Reach
  - Halo: The Flood
  - Halo: First Strike
- Del Rey є видавцем серії книг Ghosts of Albion автора Ембер Бенсон і Крістофера Голдена.
  -  Accursed  (жовтень 2005 року)
  -  Witchery  (вересень 2006 року)
- Протягом 2006—2007 років була видана серія книг «Бетмен початок» (англ. « Batman Begins»).
  - Batman: Dead White (липень 2006)
  - Batman: Inferno (жовтень 2006)
  - Batman: Fear Itself (лютий 2007)

## Деякі автори які видавалися
| - Айзек Азімов - Ембер Бенсон - Рей Бредбері - Террі Брукс - Джек Чокер - Артур Кларк - Джеймс Клеменс - Ден Крегг - Моріс Дантек - Філіп Дік - Стівен Дональдсон - Дейвід Еддінгс | - Джо Кліффорд Фауст - Роберт Л. Форвард - Алан Дін Фостер - Грегорі Фрост - Крістофер Голден - Джеймс Галперін - Барбара Гемблі - Пітер Ф. Гемілтон - Ворд Хоукінс - Роберт Гайнлайн - Роберт Говард - Грегорі Кіз | - Бенджамін Клайн - Кетрін Курц - Говард Лавкрафт - Джеймс Лусено - Енн Маккефрі - Дональд Макквін - Чайна М'євіль - Елізабет Мун - Петі Негл - Наомі Новик - Ларрі Нівен - Фредерик Пол - Стівен Майкл Стірлінг - Лінн Флевеллін |